# Едуардо Фереира Абдо Пашеко
Едуардо Фереира Абдо Пашеко (порт. Eduardo Ferreira Abdo Pacheco; 22. март 1987) је бивши бразилски фудбалер који је играо на позицији нападача.

## Каријера
Каријеру је почео у клубу Атлетико Минеиро, а затим је играо на позајмици за турски Газијантепспор као и за бразилске клубове Атлетико Паранаинсе и Спорт Ресифе.
Афирмацију је ипак стекао играјући за Сао Каетано, што га је и препоручило Партизану за који је потписао у јуну 2011. године. Ипак, упркос сјајном старту и голу који је постигао у деби утакмици за Партизан против Шкендије, као и добре игре против Генка, ускоро се теже повредио, а таман када се вратио у екипу, у пролеће 2012. задобио је у Суботици још једну тешку повреду.
У дресу Партизана Едуардо је одиграо укупно 25 утакмица и постигао само 5 голова. После теже повреде колена, Партизан га је вратио у Сао Каетано. Едуардо је с Партизаном освојио титулу првака Србије у сезони 2011/12. Едуардо се због хроничних проблема са коленима пензионисао са непуних 28 година.

## Трофеји

#### ФК Партизан
- Првенство Србије - 2011/12.